# Вестендорф (Алльгой)
Вестендорф (нем. Westendorf) — община в Германии, в земле Бавария.
Подчиняется административному округу Швабия. Входит в состав района Восточный Алльгой. Население составляет 1816 человек (на 31 декабря 2010 года). Занимает площадь 11,93 км².